# Aly Hussein Kandil
Aly Hussein Kandil dit Ali Kandil, né le 20 décembre 1921, est un arbitre de football égyptien. Il fut arbitre international jusqu'en 1970 et le premier arbitre de son pays à avoir officié en Coupe du monde.

## Carrière
Il a officié dans des compétitions majeures : 
- Coupe du monde de football de 1966 (1 match)
- Coupe du monde de football de 1970 (1 match)